# Петко-Славейков
Петко-Славейков (болг. Петко Славейков) — село в Болгарии. Находится в Габровской области, входит в общину Севлиево. Население составляет 1 192 человека. Названо в честь болгарского поэта Петко Славейкова.

## Политическая ситуация
В местном кметстве Петко-Славейков, в состав которого входит Петко-Славейков, должность кмета (старосты) исполняет Рамиз Хасан Рамиз (Движение за права и свободы (ДПС)) по результатам выборов правления кметства.
Кмет (мэр) общины Севлиево — Йордан Георгиев Стойков (коалиция в составе 5 партий: Болгарская социал-демократия (БСД), Болгарская социалистическая партия (БСП), Движение за социальный гуманизм (ДСХ), Земледельческий союз Александра Стамболийского (ЗСАС), Политический клуб «Экогласность») по результатам выборов.